# Calul dracului (Coșbuc)
„Calul dracului” este o poezie alcătuită din patru strofe, scrisă de George Coșbuc, publicată în  primă ediție în 1893 în volumul Balade și idile.